# Paul Pelosi
Paul Francis Pelosi Sr. est un homme d'affaires américain né le 15 avril 1940 qui détient Financial Leasing Services, Inc., une société d'investissement et de conseil en immobilier et en capital-risque basée à San Francisco. Il a été le propriétaire des Mountain Lions de Sacramento de l'United Football League. Il est marié à Nancy Pelosi.

## Jeunesse
Paul Pelosi naît et grandit à San Francisco. Il est le benjamin d'une famille de trois garçons. Son père est John Pelosi, qui travaillait en tant que pharmacien grossiste.

## Éducation
Paul fréquente le lycée Saint Ignatius (en) avant d'être diplômé de l'école préparatoire de Malvern (en) en Pennsylvanie,. Il obtient un baccalauréat en sciences en diplomatie à l'université de Georgetown et pendant son passage à Georgetown, il rencontre sa future épouse, Nancy D'Alesandro, qui fréquentait un collège catholique pour femmes, le Trinity College, à Washington. Il obtient ensuite un Master of Business Administration de la Stern School of Business de l'université de New York. Il est président du Foreign Service Board de Georgetown depuis 2009,.

## Carrière
Paul Pelosi est le fondateur et le directeur de la société de capital-risque Financial Leasing Services, grâce à laquelle lui et sa femme ont une fortune personnelle d'environ 114 millions de dollars,.
Après avoir investi dans les Invaders d'Oakland de l'United States Football League, il achète les California Redwoods, une franchise de la United Football League pour 12 millions de dollars en 2009. Les Redwoods ont ensuite déménagé à Sacramento pour devenir les Mountain Lions de Sacramento.
Le succès de Paul Pelosi dans le commerce des actions attire l'attention du fisc américain à l'été 2021, ce qui mène à des contrôles stricts des actions des membres du Congrès,.
Le 28 octobre 2022, Paul Pelosi est violemment agressé par un individu à son domicile à San Francisco et hospitalisé,.

## Vie privée
Paul Pelosi épouse Nancy D'Alesandro (qui prend son nom) le 7 septembre 1963 à la cathédrale Marie-Notre-Reine de Baltimore. Ils ont ensemble cinq enfants dont Christine (en) et Alexandra Pelosi (en). En 2007, Nancy Pelosi devient la 52e présidente de la Chambre des représentants des États-Unis.
En mai 2022, Paul Pelosi est arrêté pour conduite sous l'influence de l'alcool dans le comté de Napa après qu'un autre véhicule a percuté le sien à une intersection,,. Il est libéré sous caution de 5 000 $. Il plaide initialement non-coupable du chef d'accusation (accident de la route ayant causé des blessures) avant de changer son plaidoyer en culpabilité en août 2022,. Il est condamné à passer cinq jours en prison, et à payer 6 800 $ d'amendes et de dédommagement à la partie adverse, à suivre un stage de sensibilisation sur la conduite sous influence, ainsi qu'à trois ans de probation,. L'incident remet en lumière un accident de voiture qu'il avait eu alors qu'il conduisait en étant mineur en 1957. Son frère aîné est mort dans l'accident ; Paul Pelosi est ensuite acquitté du délit d'homicide involontaire.